# الخط الزمني لأزمة البحر الأحمر (مايو 2024)
1. دمج إلى الخط الزمني لأزمة البحر الأحمر (يناير 2024 - مايو 2024)

تسرد هذه المقالة الخط الزمني خلال شهر مايو 2024 لأزمة البحر الأحمر أو تدخل حركة أنصار الله في الحرب الإسرائيلية الفلسطينية أو هجمات اليمن على إسرائيل وأطلق عليها المجلس السياسي الأعلى في اليمن اسم معركة الفتح الموعود والجهاد المقدس، هي هجمات شنتها القوات المسلحة اليمنية الموالية لأنصار الله الحوثيين على إسرائيل خلال الحرب الفلسطينية الإسرائيلية 2023 بهدف الضغط على إسرائيل لوقف عدوانها على قطاع غزة الذي قتل فيه أكثر من 34,568 فلسطيني معظمهم من النساء والأطفال، واشتملت الهجمات على عمليات قصف لجنوب إسرائيل باستخدام الصواريخ الباليستية والجوالة والطائرات المسيرة، وأعلنت منع مرور السفن الإسرائيلية والتابعة لاسرائيلين من العبور من مضيق باب المندب والبحر الأحمر والبحر العربي وخليج عدن، وشنَّت هجمات على السفن الإسرائيلية باستخدام المسيرات البحرية والصواريخ البحرية واحتجزت سفينة واحدة على الأقل، وفي 9 ديسمبر أعلنت منع مرور جميع السفن من جميع الجنسيات المتوجهة من وإلى الموانئ الإسرائيلية إذا لم تدخل احتياجات قطاع غزة من الدواء والغذاء، وشنَّت الولايات المتحدة الأمريكية والمملكة المتحدة سلسلة هجمات على مناطق سيطرة حركة أنصار الله في اليمن؛ رداً على استهداف السفن في البحر الأحمر وخليج عدن وعلى إثر الهجمات الأمريكية والبريطانية على اليمن أعلن قائد حركة أنصار الله عبد الملك الحوثي توسيع دائرة الاستهداف لتشمل السفن الأمريكية البريطانية.

## الأحداث

### مايو

#### 1 مايو
أعلنت القيادة المركزية الأمريكية نجاح قواتها في تدمير زورق مسير في مناطق سيطرة حركة أنصار الله الحوثيون في اليمن، وأشارت إلى أن الزورق المسير شكل تهديد للولايات المتحدة وقوات التحالف (تحالف حارس الازدهار، عملية أسبيدس) والسفن التجارية.

#### 2 مايو
5 غارات أمريكية بريطانية تستهدف مطار الحديدة الدولي.

#### 3 مايو
أعلنت القيادة المركزية الأمريكية اشتباك قواتها يوم 2 مايو مع 3 طائرات مسيرة في مناطق سيطرة حركة أنصار الله الحوثيون في اليمن، وأكدت نجاح قواتها في تدمير الطائرات المسيرة. وأعلنت القوات المسلحة اليمنية الموالية لحركة أنصار الله الحوثيون بدء تنفيذها للمرحلة الرابعة من التصعيد «باستهداف جميع السفن التي تخترق قرار منع مرور السفن إلى سرائيل والمتوجهة إلى المواني الإسرائيلية في البحر الأبيض المتوسط»، وتوعدت بحظر مرور جميع السفن المرتبطة بشركات تمتلك علاقات مع إسرائيل وتقدم لها خدمات الإمداد وتزور سفنها المواني الإسرائيلية ردًا على أي عملية عسكرية إسرائيلية على مدينة رفح.

#### 4 مايو
أعلنت عملية أسبيدس الأوروبية انضمام الفرقاطة البلجيكية لويز ماري إلى أسطولها في البحر الأحمر، للمساهمة بتصدي لهجمات القوات المسلحة اليمنية الموالية لحركة أنصار الله الحوثيون على السفن.

#### 7 مايو
أعلنت القيادة المركزية المركزية الأمريكية تدمير قواتها يوم 6 مايو 2024 طائرة مسيرة في البحر الأحمر أطلقت من مناطق سيطرة حركة أنصار الله الحوثيون في اليمن. وأعلنت هيئة عمليات التجارة البحرية البريطانية وقوع انفجارين قرب سفينة تجارية في بحر العرب على بعد 82 ميلا بحريا من مدينة عدن اليمنية.

#### 8 مايو
قالت القيادة المركزية الأمريكية إن القوات المسلحة اليمنية الموالية لحركة أنصار الله الحوثيون في يوم 6 مايو أطلقت ثلاث طائرات مسيرة باتجاه خليج عدن وأشارت إلى أن سفينة حربية تابعة للتحالف (حارس الازدهار، عملية أسبيدس) نجحت في إسقاط طائرة مسيرة بينما نجحت سفينة أمريكية في إسقاط الطائرة المسيرة الثانية بينما تحطمت الطائرة المسيرة الثالثة في خليج عدن، وأكدت إطلاق القوات المسلحة اليمنية الموالية لحركة أنصار الله يوم 7 مايو صاروخ باليستي مضاد للسفن باتجاه خليج عدن.

#### 9 مايو
أعلنت شركة الأمن البحري البريطانية أمبري تلقيها بلاغ عن نشاط طائرة مسيرة على بعد 58 ميلا بحريا من جنوب شرق مدينة عدن اليمنية، ونصحت السفن المتواجدة في المنطقة التي تنشط بها الطائرة المسيرة بالحذر والإبلاغ عن أي أنشطة مريبة. وأعلنت القوات المسلحة اليمنية الموالية لحركة أنصار الله الحوثيون استهداف سفينة إم إس سي ديجو الإسرائيلية في خليج عدن بعدد لم تحدده من الصواريخ الباليستية والطائرات المسيرة، واستهداف سفينة إم إس سي جينا الإسرائيلية في خليج عدن بعدد لم تحدده من الصواريخ الباليستية والطائرات المسيرة، واستهداف سفينة إم إس سي فيتوريا مرتين في المحيط الهندي وبحر العرب، وأشارت إلى أن صابت السفينة كانت مباشرة.

#### 10 مايو
أعلنت هيئة التجارة البحرية البريطانية عن تلقيها بلاغ بمحاولة اختطاف سفينة كانت تبحر على بعد 195 ميلا بحريا شرق مدينة عدن، وأشارت إلى أن قاربًا صغيرًا على متنه ما لا يقل عن 5 مسلحين بحوزتهم سلالم اقتربوا من السفينة وأطلقوا النار على السفينة ورد عليهم الفريق الأمني للسفينة بإطلاق النار، بينما قالت مصادر بحرية لوكالة رويترز أنها تعتقد أن القراصنة في المنطقة يستغلون الفوضى الناجمة من الهجمات التي تشنها القوات المسلحة اليمنية الموالية لحركة أنصار الله الحوثيون على على السفن بالقيام بعمليات قرصنة.

#### 12 مايو
أعلنت القيادة المركزية الأمريكية نجاح قواتها يوم 11 مايو 2024 في تدمير 3 طائرات مسيرة فوق البحر الأحمر أُطلقت من مناطق سيطرة حركة أنصار الله الحوثيون في اليمن، وأشارت إلى اشتباك طائرة تابعة للتحالف (تحالف حارس الازدهار، عملية أسبيدس) في الاشتباك مع طائرة مسيرة أطلقت من مناطق سيطرة حركة أنصار الله في اليمن باتجاه خليج عدن يوم 10 مايو 2024.

#### 13 مايو
أعلنت القيادة المركزية الأمريكية تمكن قواتها من تدمير طائرة مسيرة أُطلقت من مناطق سيطرة حركة أنصار الله الحوثيون في اليمن باتجاه خليج عدن يوم 12 مايو 2024، وقالت إن الطائرة المسيرة مثلت تهديدا للسفن الحربية الأمريكية وسفن التحالف والسفن التجارية. وأعلن عن غارة أمريكية بريطانية استهدفت مطار الحديدة الدولي في محافظة الحديدة. وأعلنت عملية أسبيدس الأوروبية انضمام سفينة كاريل دورمان الهولندية إلى العملية.

#### 14 مايو
أعلنت القيادة المركزية الأمريكية نجاح قواتها يوم 13 مايو 2024 بتدمير طائرتين مسيرتين في مناطق سيطرة حركة أنصار الله الحوثيون في اليمن وأشارت إلى نجاح السفينة ميسون في تدمير صاروخ مضاد لسفن في البحر الأحمر أطلق من مناطق سيطرة الحركة في اليمن.

#### 15 مايو
أعلنت القوات المسلحة اليمنية الموالية لحركة أنصار الله الحوثيون استهداف مدمرة ميسون الأمريكية في البحر الأحمر بعدد لم تحدده من الصواريخ البحرية، واستهداف سفينة داستني في البحر الأحمر بعدد لم تحدده من الصواريخ البحرية والطائرات المسيرة، وأشارت إلى منع مرور السفينة في مناطق عمليتها بسبب محاولة السفينة التضليل عن وجهتها إلى ميناء إيلات الإسرائيلي في يوم 20 أبريل 2024 ودعاء توجهها إلى ميناء آخر وعدم استجابة السفينة للتحذيرات، وأكدت دقة إصابة السفينة.

#### 16 مايو
أعلنت القيادة المركزية الأمريكية نجاح قواتها في تدمير 4 طائرات مسيرة في مناطق سيطرة حركة أنصار الله الحوثيون في اليمن.

#### 17 مايو
أعلنت القوات المسلحة اليمنية الموالية لحركة أنصار الله الحوثيون نجاح دفاعاتها الجوية بإسقاط طائرة مسيرة أمريكية من طراز إم كيو 9 في المجال الجوي لمحافظة مأرب اليمنية، وأشارت إلى أن الطائرة كانت تقوم بأعمال عدائية، وأكدت أنها رابع طائرة أمريكية تسقطها منذ بداية عملياتها المناصرة للشعب الفلسطيني في نوفمبر 2023.

#### 18 مايو
أعلنت هيئة عمليات التجارة البحرية البريطانية تعرض سفينة كانت تبحر على بعد 76 ميلا بحريا من شمال غرب الحديدة إلى حادثة، وأشارت إلى أن جسما غريبا اصطدم بسفينة وسبب اضرارطفيفة، وفي إعلان آخر حول الحادث قالت الهيئة إن عملية الاستهداف كانت خلال إبحار السفينة على بعد 98 ميلا بحريا جنوب مدينة الحديدة اليمنية. في حين أعلنت شركة الأمن البحري أمبري عن تعرض ناقلة نفط ترفع علم بنما لهجوم خلال إبحارها جنوب البحر الأحمر على بعد 10 أميال بحرية من جنوب غرب مدينة المخا اليمنية. وأعلنت القيادة المركزية الأمريكية قيام القوات المسلحة اليمنية الموالية لحركة أنصار الله بمهاجمة ناقلة النفط أم تي ويند خلال ابحارها في البحر الأحمر بصاروخ باليستي مضاد للسفن، وأكدت أن الصاروخ أصاب الناقلة وتسبب بحدوث فيضان فيها وفقدان الدفع والتوجيه في الناقلة قبل أن ينجح طاقمها في استعادتهما، وأشارت إلى أن الناقلة ترفع علم بنما ومملوكة لليونان.

#### 21 مايو
أعلنت القوات المسلحة اليمنية الموالية لحركة أنصار الله الحوثيون إسقاط طائرة دون طيار أمريكية من نوع إم كيو 9 في المجال الجوي لمحافظة البيضاء اليمنية، وأشارت إلى أن الطائرة كانت تقوم بأعمال عدائية وان الطائرة هي خامس طائرة إم كيو 9 يتم إسقاطها منذ انطلاق "معركة الفتح الموعود والجهاد المقدس" في نوفمبر 2023.

#### 22 مايو
6 غارات جوية أمريكية بريطانية تستهدف مطار الحديدة الدولي.

#### 23 مايو
أعلنت القيادة المركزية الأمريكية نجاح قواتها يوم 22 مايو2024 في التصدي لأربع طائرات مسيرة في مناطق سيطرة حركة أنصار الله الحوثيون في اليمن، وأشارت إلى أن الطائرات المسيرة شكلت تهديدا للسفن الحربية الأمريكية وسفن التحالف والسفن التجارية. وأعلنت هيئة التجارة البحرية البريطانية عن سقوط صاروخ بالقرب من سفينة كانت تبحر على بعد 98 ميلا بحريا جنوب مدينة الحديدة اليمنية. بينما أعلنت شركة الأمن البحري البريطانية أمبري عن تعرض سفينة تجارية لهجوم صاروخي كانت تبحر على بعد 68 ميلا بحريا جنوب غرب مدينة الحوثي، وفي أعلان منفصل أعلنت عن تلقيها بلاغا من سفينة عن سقوط مقذوف في البحر على بعد 33 ميلا بحريا جنوب مدينة المخا اليمنية.

### 24 مايو
أعلنت القيادة المركزية الأمريكية إطلاق القوات المسلحة اليمنية الموالية لحركة أنصار الله الحوثيون لصاروخين بالستيين مضادين للسفن باتجاه البحر الأحمر. وأعلنت القوات المسلحة اليمنية الموالية لحركة أنصار الله الحوثيون استهداف السفينة الإسرائيلية إم إس سي ألكسندرا في البحر العربي بعدد لم تحدده من الصواريخ الباليستية، وقالت أن قواتها البحرية والصاروخية وسلاح الجو المسير استهدفت سفينة يانيس اليونانية خلال إبحارها في البحر الأحمر، وأشارت إلى أنها استهدفت السفينة بسبب وصول 3 سفن تابعة لشركة شرق المتوسط اليونانية المالكة لسفينة إلى المواني الإسرائيلية في يومي 4 و5 مايو 2024 وان الاستهداف ينضوي ضمن المرحلة الرابعة من التصعيد، وأضافت أن قواتها استهدافت السفينة الإسرائيلية إسيكس بعدد لم تحدده من الصواريخ في البحر الأبيض المتوسط، وأشارت إلى أنها استهدفت السفينة بسبب قيامها "بانتهاك قرار حظر الدخول إلى مواني فلسطين المحتلة"

#### 25 مايو
أعلنت القيادة المركزية الأمريكية نجاح قواتها يوم 23 مايو 2024 في التصدي "لصاروخ كروز هجومي بري" في مناطق سيطرة حركة أنصار الله الحوثيون في اليمن، وأشارت إلى أن الصاروخ شكل تهديد للولايات المتحدة وقوات التحالف والسفن التجارية.

#### 26 مايو
أعلنت القيادة المركزية الأمريكية تدمير طائرة مسيرة في البحر الأحمر أطلقت من مناطق سيطرة حركة أنصار الله الحوثيون في اليمن، وقالت إن الطائرة المسيرة شكلت تهديدا للسفن التجارية. ووزارة دفاع المملكة المتحدة تعلن إرسال المدمرة إتش إم إس دنكان إلى البحر الأحمر لمواجهة هجمات القوات المسلحة اليمنية الموالية لحركة أنصار الله الحوثيون على السفن، وأشارت إلى أنها ستحل محل المدمرة إتش إم إس ديموند التي انسحبت من البحر الأحمر.

#### 27 مايو
أعلنت القوات المسلحة اليمنية الموالية لحركة أنصار الله استهداف قواتها البحرية والصاروخية لسفينة لاريغو ديزرت الأمريكية في المحيط الهندي وسفينة إم إس سي ميتشيلا الإسرائيلية في المحيط الهندي. وسفينة مينرفا ليزا في البحر الأحمر بسبب انتهاكها قرار " حظرِ الدخولِ إلى موانئِ فلسطينَ المحتلة". وقالت أن سلاح الجو المسير التابعة لها استهدف مدمرتين أمريكيتين في البحر الأحمر، وأشارت إلى نجاح العملية. وأعلنت القيادة المركزية الأمريكية تدمير طائرة مسيرة في البحر الأحمر أطلقت من مناطق سيطرة حركة أنصار الله الحوثيون في اليمن وأضافت أن قواتها نجحت في بتدمير طائرة مسيرة في البحر الأحمر أطلقت من المناطق التي تسيطر عليها الحركة أنصار الله في اليمن، وأشارت إلى أن الطائرة المسيرة شكلت تهديدا وشيكا للسفن التجارية، وأكدت على أن تدمير الطائرة المسيرة يأتي في إطار حماية الملاحة الدولية وجهلها أكثر أمانا للسفن الحربية للولايات المتحدة والتحالف والسفن التجارية.

#### 28 مايو
أعلنت شركة الأمن البحري البريطانية أمبري عن تعرض سفينة تجارية لهجوم بثلاثة صواريخ خلال إبحارها في البحر الأحمر على بعد 54 ميلا بحريا جنوب غرب مدينة الحديدة، وأشارت إلى جنوح السفينة بعد تسرب المياه إلى عنبر الشحن إثر الهجوم عليها. في حين أعلنت هيئة عمليات التجارة البحرية البريطانية عن تعرض سفينة لهجوم خلال إبحارها في البحر الأحمر على بعد31 ميلا بحريا جنوب غرب مدينة الحديدة اليمنية، وأشارت إلى تضرر السفينة من الهجوم وان طاقمها لم يصب. وأعلن عن غارتان جويتان أمريكية وبريطانية تستهدف منطقة الجبانة في مدينة الحديدة.

#### 29 مايو
أعلنت القيادة المركزية الأمريكية تدمير قواتها 5 طائرات مسيرة في البحر الأحمر أطلقت من مناطق سيطرة حركة أنصار الله الحوثيون في اليمن، وأضافت أن القوات المسلحة اليمنية الموالية لحركة أنصار الله أطلقت 5 صواريخ باليستية مضادة للسفن بتجاه البحر الأحمر، وأشارت إلى أن 3 من الصواريخ المطلقة أصابت سفينة يونانية، وأعلنت القوات المسلحة اليمنية الموالية لحركة أنصار الله استهداف سفينة لاكس في البحر الأحمر بعدد لم تحدده من الصواريخ، وأشارت إلى تضرر السفينة بشكل كبير، وقالت أن قواتها استهدافت سفينة مورا وسفينة سيلادي في البحر الأحمر بعدد لم تحدده من الصواريخ البحرية والباليستية والطائرات المسيرة، واستهداف سفينتي ألبا وميرسك هارتفورد الأمريكيتين في بحر العرب بعدد لم تحدده من الصواريخ والطائرات المسيرة، واستهداف سفينة مينيرفا أنتونيا في البحر الأبيض المتوسط بعدد لم تحدده من الصواريخ الجوالة. وأعلنت شركة الأمن الخاصة بسفينة لاكس إصابة السفينة بخمسة صواريخ أطلقت من مناطق سيطرة حركة أنصار الله. وأعلنت القوات المسلحة اليمنية الموالية لحركة أنصار الله الحوثيون في بيان منفصل نجاح قوات الدفاع الجوي التابعة لها بإسقاط طائرة أمريكية دون طيار من نوع إم كيو 9 بصاروخ أرض جو محلي الصنع في المجال الجوي لمحافظة مأرب اليمنية، وأشارت إلى أن الطائرة كانت تنفذ مهام عدائية في الأجواء اليمنية.

#### 30 مايو
أعلنت القيادة المركزية الأمريكية نجاح قواتها بتدمير طائرتين مسيرتين في أجواء البحر الأحمر أطلقتا من مناطق سيطرة حركة أنصار الله الحوثيون في اليمن، وأضافت أن قواتها دمرت منصتي إطلاق صواريخ في مناطق سيطرة حركة أنصار الله في اليمن، وأشارت إلى أن القوات المسلحة اليمنية الموالية لحركة أنصار الله أطلقت صاروخين مضادين للسفن يوم 28 مايو 2024 بتجاه البحر الأحمر لم ينتج عنهما أي إصابات أو أضرار. وأعلن عن 6 غارات أمريكية وبريطانية تستهدف مدينة ومحافظة صنعاء، و4 غارات تستهدف مديرية الحوك في مدينة الحديدة، وغارة على ميناء الصليف بمحافظة الحديدة، وغارة جوية في مديرية حيفان بمحافظة تعز.

#### 31 مايو
أعلنت القوات المسلحة اليمنية الموالية لحركة أنصار الله الحوثيون استهداف قواتها البحرية والصاروخية لحاملة الطائرات الأمريكية أيزنهاور في البحر الأحمر بعدد لم تحدده من الصواريخ الجوالة والباليستية، وأشارت إلى أن حاملة الطائرات أصيبت بشكل مباشر ودقيق، وأكدت أن استهداف حاملة الطائرات جاء رد على مقتل وجرح 58 مدنيا وعسكريا في الغارات الأمريكية والبريطانية على مناطق سيطرة حركة أنصار الله في اليمن. وأعلنت القيادة المركزية الأمريكية نجاح قواتها في تدمير 8 طائرات مسيرة في مناطق سيطرة حركة أنصار الله في اليمن وفي المجال الجوي للبحر الأحمر، وفي بيان منفصل أعلنت عن شن قوات الولايات المتحدة والمملكة المتحدة لغارات جوية على 13 هدفا في مناطق سيطرة حركة أنصار الله في اليمن في حين أعلن مكتب الصحة بمحافظة الحديدة مقتل 16 شخصا وإصابة 35 آخرين بجروح إثر غارات جوية أمريكية وبريطانية في محافظة الحديدة اليمنية.

## السفن المستهدفة
|    | التاريخ | اسم السفينة                           | علم السفينة                            | الاستهداف                                  | الموقع                      | تفاصيل |
| -- | ------- | ------------------------------------- | -------------------------------------- | ------------------------------------------ | --------------------------- | --- |
| 1  | 9 مايو  | إم إس سي ديجو                         | إسرائيل                                | طائرات مسيرة صواريخ باليستية               | خليج عدن                    | أعلنت القوات المسلحة اليمنية الموالية لحركة أنصار الله استهداف سفينة إم إس سي ديجو الإسرائيلية في خليج عدن بعدد لم تحدده من الصواريخ الباليستية والطائرات المسيرة، وأكدت دقة إصابة السفينة. |
| 2  | 9 مايو  | إم إس سي جينا                         | إسرائيل                                | طائرات مسيرة صواريخ باليستية               | خليج عدن                    | أعلنت القوات المسلحة اليمنية الموالية لحركة أنصار الله استهداف سفينة إم إس سي جينا الإسرائيلية في خليج عدن بعدد لم تحدده من الصواريخ الباليستية والطائرات المسيرة، وأكدت دقة إصابة السفينة. |
| 3  | 9 مايو  | إم إس سي فيتوريا                      | بنما                                   | صواريخ                                     | - المحيط الهندي - بحر العرب | أعلنت القوات المسلحة اليمنية الموالية لحركة أنصار الله قيام قواتها الصاروخية باستهداف سفينة إم إس سي فيتوريا مرتين في المحيط الهندي وبحر العرب، وأشارت إلى أن صابت السفينة كانت مباشرة. |
| 4  | 15 مايو | المدمرة ميسون                         | الولايات المتحدة                       | صواريخ مضادة لسفن                          | البحر الأحمر                | أعلنت القوات المسلحة اليمنية الموالية لحركة أنصار الله استهداف مدمرة ميسون الأمريكية في البحر الأحمر بعدد لم تحدده من الصواريخ البحرية، وأكدت إصابة المدمرة بشكل دقيقة. |
| 5  | 15 مايو | داستني                                |                                        | طائرات مسيرة صواريخ مضادة لسفن             | البحر الأحمر                | أعلنت القوات المسلحة اليمنية الموالية لحركة أنصار الله استهداف سفينة داستني في البحر الأحمر بعدد لم تحدده من الصواريخ البحرية والطائرات المسيرة، وأشارت إلى منع مرور السفينة في مناطق عمليتها بسبب محاولة السفينة التضليل عن وجهتها إلى ميناء إيلات الإسرائيلي في يوم 20 أبريل 2024 ودعاء توجهها إلى ميناء آخر وعدم استجابة السفينة للتحذيرات، وأكدت دقة إصابة السفينة. |
| 6  | 18 مايو | أم تي ويند                            | بنما اليونان                           | صاروخ باليستي مضاد للسفن                   | البحر الأحمر                | - أعلنت شركة الأمن البحري أمبري عن تعرض ناقلة نفط ترفع علم بنما لهجوم خلال إبحارها جنوب البحر الأحمر على بعد 10 أميال بحرية من جنوب غرب مدينة المخا اليمنية. - أعلنت القيادة المركزية الأمريكية قيام القوات المسلحة اليمنية الموالية لحركة أنصار الله بمهاجمة ناقلة النفط أم تي ويند خلال ابحارها في البحر الأحمر بصاروخ باليستي مضاد للسفن، وأكدت أن الصاروخ أصاب الناقلة وتسبب بحدوث فيضان فيها وفقدان الدفع والتوجيه في الناقلة قبل أن ينجح طاقمها في استعادتهما، وأشارت إلى أن الناقلة ترفع علم بنما ومملوكة لليونان. |
| 7  | 24 مايو | إم إس سي ألكسندرا                     | إسرائيل                                | صاروخ باليستي مضاد للسفن                   | بحر العرب                   | أعلنت القوات المسلحة اليمنية الموالية لحركة أنصار الله استهداف السفينة الإسرائيلية إم إس سي ألكسندرا في بحر العرب بعدد لم تحدده من الصواريخ الباليستية. |
| 8  | 24 مايو | يانيس                                 | مالطا اليونان                          | طائرات مسيرة صواريخ مضادة لسفن             | البحر الأحمر                | أعلنت القوات المسلحة اليمنية الموالية لحركة أنصار الله استهداف قواتها البحرية والصاروخية وسلاح الجو المسير لسفينة يانيس اليونانية خلال إبحارها في البحر الأحمر، وأشارت إلى أنها استهدفت السفينة بسبب وصول 3 سفن تابعة لشركة شرق المتوسط اليونانية المالكة لسفينة إلى المواني الإسرائيلية في يومي 4 و5 مايو 2024 وان الاستهداف ينضوي ضمن المرحلة الرابعة من التصعيد. |
| 9  | 24 مايو | إسيكس                                 | إسرائيل                                | صاروخ باليستي مضاد للسفن                   | البحر الأبيض المتوسط        | أعلنت القوات المسلحة اليمنية الموالية لحركة أنصار الله استهداف السفينة الإسرائيلية إسيكس بعدد لم تحدده من الصواريخ في البحر الأبيض المتوسط، وأشارت إلى أنها استهدفت السفينة بسبب قيامها "بانتهاك قرار حظر الدخول إلى مواني فلسطين المحتلة" |
| 10 | 27 مايو | لاريغو ديزرت                          | - جزر مارشال - ملكية: الولايات المتحدة | - قوات بحرية - صواريخ باليستية مضادة للسفن | المحيط الهندي               | أعلنت القوات المسلحة اليمنية الموالية لحركة أنصار الله استهداف قواتها البحرية والصاروخية لسفينة لأريغو ديسرت الأمريكية في المحيط الهندي. |
| 11 | 27 مايو | إم إس سي ميتشيلا                      | - بنما - ملكية: إسرائيل                | - قوات بحرية - صواريخ باليستية مضادة للسفن | المحيط الهندي               | أعلنت القوات المسلحة اليمنية الموالية لحركة أنصار الله استهداف قواتها البحرية والصاروخية لسفينة إم إس سي ميتشيلا الإسرائيلية في المحيط الهندي. |
| 12 | 27 مايو | مينرفا ليزا                           | ليبيريا                                | - قوات بحرية - صواريخ باليستية مضادة للسفن | البحر الأحمر                | أعلنت القوات المسلحة اليمنية الموالية لحركة أنصار الله استهداف قواتها البحرية والصاروخية لسفينة مينرفا ليزا في البحر الأحمر بسبب انتهاكها قرار " حظرِ الدخولِ إلى موانئِ فلسطينَ المحتلة". |
| 13 | 27 مايو | مدمرة لم يحدد اسمها                   | الولايات المتحدة                       | سلاح الجو المسير                           | البحر الأحمر                | أعلنت القوات المسلحة اليمنية الموالية لحركة أنصار الله استهداف سلاح الجو المسير التابعة لها لمدمرتين أمريكيتين في البحر الأحمر، وأشارت إلى نجاح العملية. |
| 14 | 27 مايو | مدمرة لم يحدد اسمها                   | الولايات المتحدة                       | سلاح الجو المسير                           | البحر الأحمر                | أعلنت القوات المسلحة اليمنية الموالية لحركة أنصار الله استهداف سلاح الجو المسير التابعة لها لمدمرتين أمريكيتين في البحر الأحمر، وأشارت إلى نجاح العملية. |
| 15 | 28 مايو | إم في لاكس                            | جزر مارشال ملكية: اليونان              | صواريخ مضادة لسفن                          | البحر الأحمر                | - أعلنت شركة الأمن البحري البريطانية أمبري عن تعرض سفينة تجارية لهجوم بثلاثة صواريخ خلال إبحارها في البحر الأحمر على بعد 54 ميلا بحريا جنوب غرب مدينة الحديدة، وأشارت إلى جنوح السفينة بعد تسرب المياه إلى عنبر الشحن إثر الهجوم عليها. - أعلنت القيادة المركزية الأمريكية أصابت سفينة تجارية مملوكة لليونان بثلاثة صواريخ باليستية مضادة للسفن أطلقت من اليمن بتجاه البحر الأحمر. - أعلنت القوات المسلحة اليمنية الموالية لحركة أنصار الله استهداف سفينة لاكس في البحر الأحمر بعدد لم تحدده من الصواريخ، وأشارت إلى تضرر السفينة بشكل كبير. - أعلنت شركة الأمن الخاصة بسفينة لاكس إصابة السفينة بخمسة صواريخ أطلقت من مناطق سيطرة حركة أنصار الله. |
| 16 | 29 مايو | مورا                                  | مالطا                                  | طائرات مسيرة صواريخ مضادة لسفن             | البحر الأحمر                | أعلنت القوات المسلحة اليمنية الموالية لحركة أنصار الله استهداف سفينة مورا وسفينة سيلادي في البحر الأحمر بعدد لم تحدده من الصواريخ البحرية والباليستية والطائرات المسيرة، وأشارت إلى تحقيق إصابات مباشرة. |
| 17 | 29 مايو | سيلادي                                | مالطا                                  | طائرات مسيرة صواريخ مضادة لسفن             | البحر الأحمر                | أعلنت القوات المسلحة اليمنية الموالية لحركة أنصار الله استهداف سفينة مورا وسفينة سيلادي في البحر الأحمر بعدد لم تحدده من الصواريخ البحرية والباليستية والطائرات المسيرة، وأشارت إلى تحقيق إصابات مباشرة. |
| 18 | 29 مايو | ألبا                                  | الولايات المتحدة                       | طائرات مسيرة صواريخ مضادة لسفن             | بحر العرب                   | أعلنت القوات المسلحة اليمنية الموالية لحركة أنصار الله استهداف سفينتي ألبا وميرسك هارتفورد الأمريكيتين في بحر العرب بعدد لم تحدده من الصواريخ والطائرات المسيرة. |
| 19 | 29 مايو | ميرسك هارتفورد                        | الولايات المتحدة                       | طائرات مسيرة صواريخ مضادة لسفن             | بحر العرب                   | أعلنت القوات المسلحة اليمنية الموالية لحركة أنصار الله استهداف سفينتي ألبا وميرسك هارتفورد الأمريكيتين في بحر العرب بعدد لم تحدده من الصواريخ والطائرات المسيرة. |
| 20 | 29 مايو | مينيرفا أنتونيا                       | اليونان                                | صواريخ جوالة                               | البحر الأبيض المتوسط        | أعلنت القوات المسلحة اليمنية الموالية لحركة أنصار الله استهداف سفينة مينيرفا أنتونيا في البحر الأبيض المتوسط بعدد لم تحدده من الصواريخ الجوالة، وأشارت إلى أن أن استهداف السفينة كان بسبب "انتهاك قرار حظر الوصول إلى موانئ فلسطين المحتلة". |
| 21 | 31 مايو | حاملة الطارات يو إس إس دوايت أيزنهاور | الولايات المتحدة                       | صواريخ جوالة صواريخ باليستية               | البحر الأحمر                | أعلنت القوات المسلحة اليمنية الموالية لحركة أنصار الله استهداف قواتها البحرية والصاروخية لحاملة الطائرات الأمريكية أيزنهاور في البحر الأحمر بعدد لم تحدده من الصواريخ الجوالة والباليستية، وأشارت إلى أن حاملة الطائرات أصيبت بشكل مباشر ودقيق، وأكدت أن استهداف حاملة الطائرات جاء رد على مقتل وجرح 58 مدنيا وعسكريا في الغارات الأمريكية والبريطانية على مناطق سيطرة حركة أنصار الله في اليمن. |